# محمد فوزي حاخوا
فريق أول محمد فوزي أمين فوزي حاخوا (1915 ـ 16 فبراير 2000) قائد عام للجيش المصري ووزيرا للحربية ومهندس حرب الاستنزاف (1967) ـ (1973).

## حياته
وُلد في عام 1915 في محافظة المنوفية. وكان والده أمين فوزي ضابطا كبيرا في الجيش المصري ومديراً لسلاح المدفعية وكان جده ياوراً للخديوي حاكم مصر .
تخرج في الكلية الحربية وشارك في حرب فلسطين قائداً للمدفعية المضادة للطائرات، وأُصيب في غزة عام 1949. تدرّج في الرتب العسكرية في القوات المسلحة المصرية وانضم إلى الكلية الحربية برتبة (بكباشي) مقدم أركان حرب في 15 يناير 1949، وعمل فترة طويلة كبيراً للمعلمين بالكلية الحربية المصرية وعُيّن مديراً للكلية الحربية وكان له رأي خاص في حرب اليمن التي خاضتها مصر ولكن لم يؤخذ برأيه. كان رئيساً لأركان حرب القوات المسلحة المصرية أثناء حرب حزيران 1967.

## توليه قيادة الجيش
تولّى قيادة الجيش المصري خلفا للمشير عبد الحكيم عامر القائد العام للجيش المصري بعد نكسة حزيران (يونيو) 1967، حيث عيّنه الرئيس جمال عبد الناصر قائداً عاما للجيش المصري ثم عينه وزيرا للحربية في 24 فبراير 1968 كانت أولى الخطوات التي اتخذها الفريق أول محمد فوزي هي تطهير الجيش من قيادات الصف الثاني المسئولة عن هزيمة 1967.
لم يجد الرئيس عبد الناصر، في ظل الفوضى التي جرت في خطوط القتال، مَنْ يجمع شتات الجيش ويجعله قادراً على الوقوف على قدميه إلا الفريق أول محمد فوزي لأنه كان منضبطا وصارماً إلى حدٍّ كبير كان في الوقت ذاته شخصية محترمة تستحق التقدير والاحترام. وهو أيضاً ذلك الضابط الصارم الذي تخرج على يديه الآلاف من ضباط الجيش المصري عندما كان مديراً للكلية الحربية.
يُعتبر الفريق أول محمد فوزي مهندس وقائد حرب الاستنزاف ضد الإسرائيليين بعد نكسة حزيران 1967. ويعزى إليه الفضل في إعادة تنظيم صفوف الجيش المصري بعد النكسة وبناء حاجز (حائط) الصواريخ المصرية ضد إسرائيل والذي استُعمل بكفاءة في إيقاع خسائر جسيمة في صفوف العدو الإسرائيلي في الحرب التي سُمّيت بحرب الاستنزاف في الفترة 1967-1973.

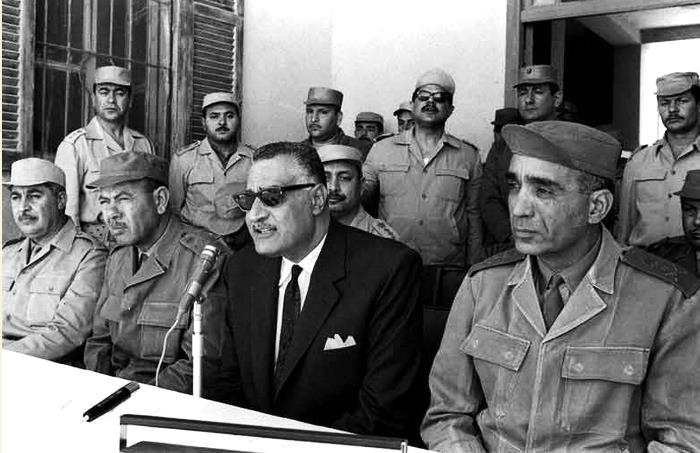
صورة الفريق أول فوزي مع الرئيس جمال عبد الناصر والفريق عبد المنعم رياض.

## عزله واعتقاله
في 14 مايو 1971 قدم استقالته من جميع مناصبه تضامناً مع بعض الوزراء احتجاجا على سياسة الرئيس السادات، وتم اعتقاله مع عدد كبير من كبار المسؤولين السابقين وحُكم عليه بالأشغال الشاقة المؤبدة، لاتهامه بالتآمر ضد الرئيس السادات فيما عُرف بثورة التصحيح وتمّت محاكمته أمام محكمة عسكرية، صدر قرار بالعفو عنه في عام 1974.

## وفاته
توفي يوم الأربعاء الموافق 16 فبراير 2000 عن عمر يناهز 85 عاماً أمر الرئيس حسني مبارك بعلاجه في الخارج على نفقة الدولة ثم نُقل إلى المستشفى العسكري وكان الرئيس السابق حسني مبارك في مقدمة المشيّعين في جنازته تكريما لإنجازاته وتقديرا لإخلاصه وخدماته المتميزة كأحد القادة الكبار والأبطال العِظام في تاريخ مصر.